# Paço Municipal, Fórum e Cadeia de São Paulo, 1862

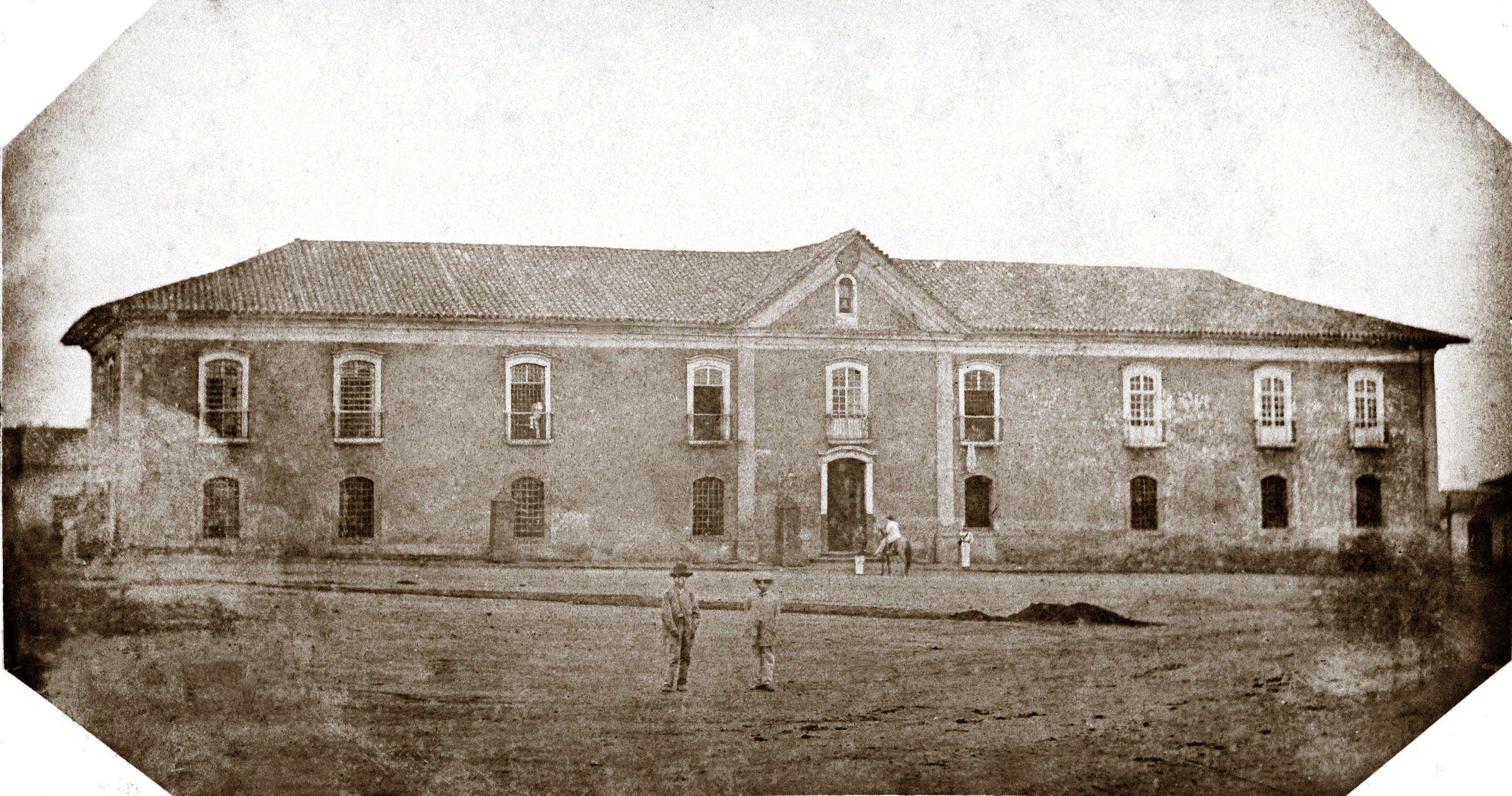
"Cadeia, sala da Camara e Jury, 1862", de Militão A. de Azevedo.

Paço Municipal, Fórum e Cadeia de São Paulo, 1862 é uma pintura de Benedito Calixto. A obra é do gênero pintura histórica e está localizada no Museu do Ipiranga. O quadro retrata a área central de São Paulo, em especial a Antiga Câmara Municipal de São Paulo, em 1862. Baseia-se em "Cadeia, sala da Camara e Jury, 1862", fotografia do Álbum Comparativo da Cidade de São Paulo, de Militão A. de Azevedo.

## Descrição
O quadro de Calixto foi produzido com tinta a óleo. Suas medidas são: 49 centímetros de altura e 64 centímetros de largura. Não consta data de criação.

## Análise
O quadro foi encomendado por Afonso de Taunay para compor o acervo do Museu Paulista. Na representação da São Paulo antiga, como foi comum nas encomendas de Taunay, são desproporcionalmente realçadas características coloniais; no caso, as janelas, com traços coloniais, são maiores do que deveriam ser, em comparação com as pessoas em frente ao edifício.